# Ryszard Rzepecki
Ryszard Rzepecki (ur. 25 czerwca 1941 w Wilnie, zm. 4 września 2009 w Otwocku) – polski fotoreporter dokumentujący życie Kościoła, fotograf prymasa Wyszyńskiego, prymasa Józefa Glempa, dokumentalista pielgrzymek Jana Pawła II, wieloletni fotoreporter Słowa Powszechnego.

## Życiorys
Urodził się w inteligenckiej rodzinie ziemiańskiej. Był wnukiem literata i emigracyjnego premiera Stanisława Cata Mackiewicza. Pracę zawodową rozpoczął w Centralnej Agencji Fotograficznej, potem w latach 60. pracował w TVP. Od 1970 aż do likwidacji pracownik Instytutu Wydawniczego PAX (min. autor zdjęć cyklu 28 albumów z podróży Jana Pawła II). Przez ponad 30 lat fotoreporter "Słowa Powszechnego", a po przekształceniu pisma: "Słowa-Dziennika Katolickiego". Członek Związku Polskich Artystów Fotografików.
Autor licznych wystaw m.in. "Polskie Dni w Rzymie" (1975), "Mamy Papieża" (1997), "Apostolskie podróże Jana Pawła II po świecie", "Pielgrzym nadziei" (1997), "Wśród swoich" (1999), a także kilkudziesięciu albumów dotyczących wydarzeń kościelnych w Polsce i na świecie, m.in. "Na spotkanie człowieka", "20-lecie pontyfikatu Jana Pawła II", "Niezłomni. Wspólne dzieje Kardynała Wojtyły i Prymasa Tysiąclecia", "Jan Paweł II. Syn tej ziemi" (współautor). Jego zdjęcia ilustrują 24-tomowy cykl pt: "Jan Paweł II na Stolicy Piotrowej".
Laureat Orderu Prymasowskiego „Ecclesiae Populoque servitium praestanti” (Zasłużony dla Kościoła i narodu), odznaczony Srebrnym Krzyżem Zasługi i medalem Mater Verbi.

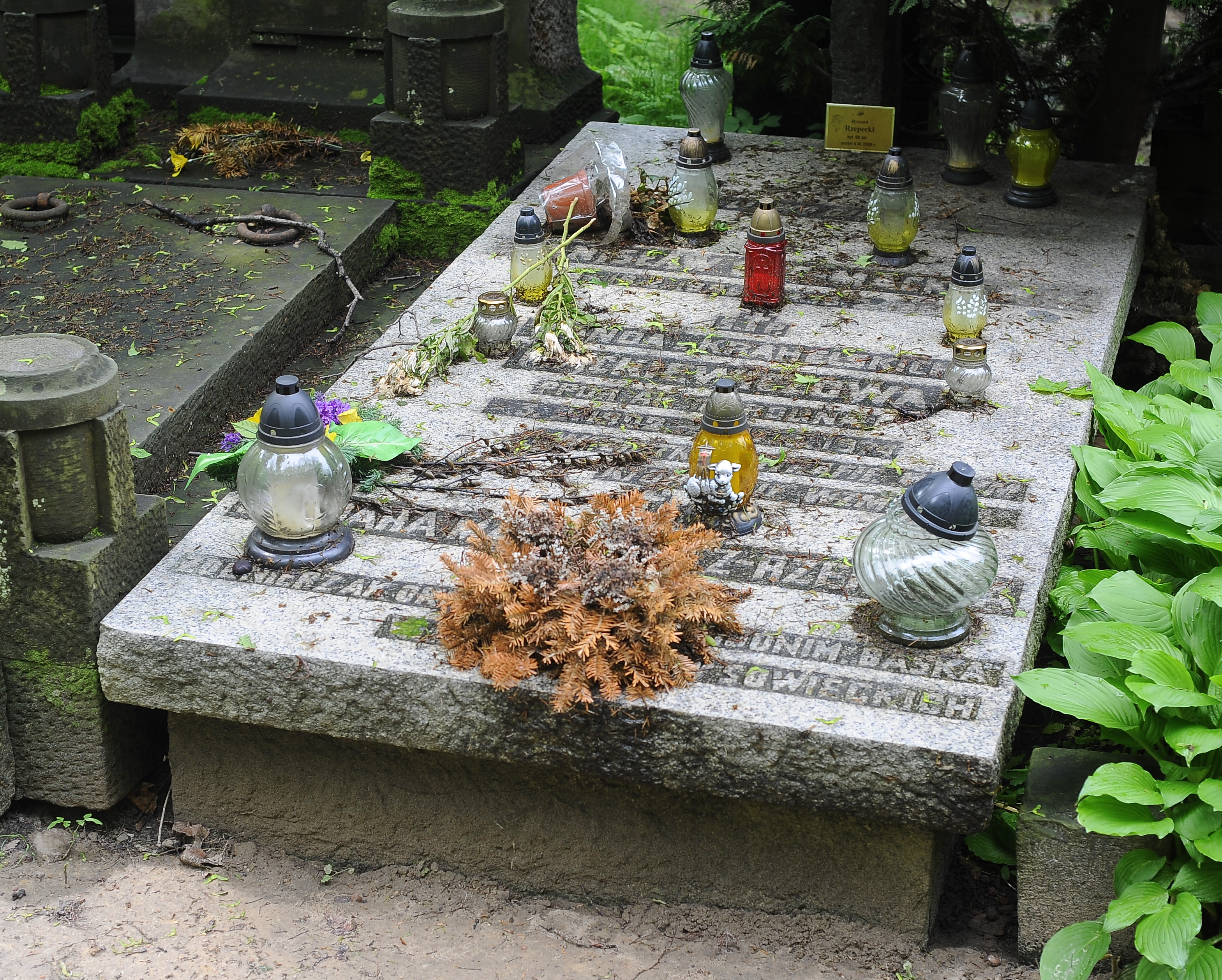
Grób Rzepeckiego na cmentarzu Powązkowskim (2010)

Zmarł w otwockim szpitalu 4 września 2009. Pochowany na cmentarzu Powązkowskim w Warszawie (kwatera 90-3-27).